# Luciobrotula corethromycter
Luciobrotula corethromycter är en fiskart som beskrevs av Cohen, 1964. Luciobrotula corethromycter ingår i släktet Luciobrotula och familjen Ophidiidae. Inga underarter finns listade i Catalogue of Life.